# يان باتلر (لاعب كريكت)
يان باتلر (بالإنجليزية: Ian Butler)‏ (24 نوفمبر 1981 في نيوزيلندا - ) هو لاعب كريكت نيوزلندي. شارك مع منتخب نيوزيلندا الوطني للكريكت. أما مع النوادي، فقد لعب مع Northern Districts men's cricket team ‏ ونادي مقاطعة غلوستر للكريكت ‏ وKent County Cricket Club ‏ ونادي مقاطعة نورثامبتونشير للكريكت ‏ ونادي مقاطعة نوتنغهامشير للكريكت ‏ وفريق أوتاغو للكريكت ‏.

## وصلات خارجية
- يان باتلر على موقع إي آس بي آن كريك إنفو (الإنجليزية)